# Europese Senior Tour 2010
De Europese Senior Tour van 2010 bestond uit 22 golftoernooien inclusief vier Majors.
Aan het einde van het seizoen werd de Tourschool in Portugal gewonnen door Tim Thelen.

## Agenda 2010
| Datum        | Toernooi                                               | Land                | Prijzengeld | Winnaar           | Informatie                                                           |
| ------------ | ------------------------------------------------------ | ------------------- | ----------- | ----------------- | -------------------------------------------------------------------- |
| 13 dec. 2009 | Mauritius Commercial Bank Open                         | Mauritius           | US$ 230.000 | Kevin Spurgeon    | Nieuw toernooi                                                       |
| 7 maart      | Aberdeen Brunei Senior Masters                         | Brunei              | € 400.000   | Boonchu Ruangkit  | na play-off tegen Frankie Minoza                                     |
| 14 maart     | Chang Thailand Senior Masters presented by ISPS        | Thailand            | € 292.101   | Boonchu Ruangkit  |                                                                      |
| 28 maart     | Berenberg Bank Masters                                 | Zuid-Afrika         | € 500.000   | Boonchu Ruangkit  | Nieuw toernooi                                                       |
| 14 mei       | Handa Senior Masters presented by The Stapleford Forum | Engeland            | € 400.000   | Bill Longmuir     |                                                                      |
| 30 mei       | US Senior PGA Kampioenschap                            | Verenigde Staten    | $ 2.000.000 | Tom Lehman        | Champions Tour: Senior major                                         |
| 6 juni       | Jersey Seniors Classic                                 | Kanaaleilanden      | € 140.000   | Gordon Brand Jr.  |                                                                      |
| 13 juni      | Handa Irish Senior Open                                | Carton House GC     | € 250.000   | Marc Farry        |                                                                      |
| 20 juni      | Ryder Cup Wales Seniors Open                           | Wales               | £ 500.000   | John Bland        |                                                                      |
| 27 juni      | De Vere Collection PGA Seniors Championship            | Engeland            | € 250.000   | David J Russell   |                                                                      |
| 4 juli       | Bad Ragaz PGA Seniors Open                             | Zwitserland         | € 250.000   | Carl Mason        |                                                                      |
| 11 juli      | Van Lanschot Senior Open                               | Nederland           | € 250.000   | George Ryall      | Nieuw toernooi                                                       |
| 18 juli      | The Open Championship                                  | Schotland           | €1,538,187  | Louis Oosthuizen  | Europese Tour: Major Champions Tour: Senior major US PGA Tour: Major |
| 25 juli      | Senior British Open Championship                       | Schotland           | $ 2.000.000 | Bernhard Langer   | Champions Tour: Senior major                                         |
| 1 augustus   | US Senior Open                                         | Verenigde Staten    | € 1,538,187 | Bernhard Langer   | Champions Tour: Senior major                                         |
| 22 augustus  | Cleveland Golf/Srixon Scottish Senior Open             | Schotland           | € 305.650   | Barry Lane        |                                                                      |
| 5 september  | Travis Perkins plc Senior Masters                      | Engeland            | € 318.797   | Des Smyth         |                                                                      |
| 19 september | Casa Serena Open                                       | Tsjechië            | € 600.000   | Gary Wolstenholme |                                                                      |
| 11 oktober   | Cannes Mougins Masters                                 | Frankrijk           | € 250.000   | Marc Farry        |                                                                      |
| 17 oktober   | Benahavís Senior Masters                               | La Quinta, Marbella | € 180.000   | Boonchu Ruangkit  |                                                                      |
| 24 oktober   | Sicilian Senior Open                                   | Italië              | € 250.000   | Domingo Hospital  | na play-off tegen Horacio Carbonetti                                 |
| 7 november   | OKI Castellón Senior Tour Championship                 | Spanje              | € 400.000   | Mike Cunning      |                                                                      |